# Giải thưởng Thể thao Thế giới Laureus
Giải thưởng Thể thao Thế giới Laureus (tiếng Anh: Laureus World Sports Awards) là giải thưởng hàng năm để tôn vinh các vận động viên và các đội tuyển thể thao có nhiều thành tích trong năm. Cái tên Laureus xuất phát từ tiếng Hi Lạp 'laurel' có nghĩa là 'vòng nguyệt quế', vốn là biểu tượng của chiến thắng.
Giải thưởng được Quỹ Laureus Sport for Good Foundation thành lập hồi năm 1999 để xúc tiến các dự án cộng đồng ở hơn 40 quốc gia trên thế giới. Mục tiêu của những dự án này là sử dụng những ảnh hưởng của thể thao để chấm dứt tình trạng xung đột, bạo lực và bất bình đẳng, đồng thời chứng minh thể thao có thể thay đổi thế giới.
Lễ trao giải đầu tiên được tổ chức ở Monte Carlo vào ngày 25 tháng 5 năm 2000. Tính đến năm 2024, tay vợt người Thụy Sỹ Roger Federer là người nhận được nhiều giải thưởng Laureas nhất với tổng cộng 6 lần, trong đó có 5 lần đoạt danh hiệu Vận động viên nam của năm và 1 lần đoạt danh hiệu Sự trở lại của năm. Tay vợt Novak Djokovic cũng đã 5 lần đoạt danh hiệu vận động viên nam của năm.
Ở lễ trao giải năm 2020, Lionel Messi trở thành cầu thủ bóng đá đầu tiên nhận danh hiệu Vận động viên nam của năm. Anh cũng là người đầu tiên thi đấu ở môn thể thao đồng đội đoạt danh hiệu Vận động viên nam của năm, vốn thường chỉ được trao cho các vận động viên ở các môn thể thao cá nhân. Năm 2023, một lần nữa Messi lập cột mốc là người đầu tiên vừa đoạt danh hiệu Vận động viên nam của năm, vừa cùng với Đội tuyển bóng đá quốc gia Argentina đoạt danh hiệu Đội tuyển thể thao của năm .
Trong lịch sử giải thưởng, cũng có vài trường hợp thu hồi giải thưởng sau khi các vận động viên nhận giải bị phát hiện đã có hành vi gian lận như trường hợp của Lance Amstrong hay Marion Jones.
Được tán dương là giải Oscar thể thao, nhưng giải Laureus cũng bị phê bình thiên vị cho các môn thể thao có nhiều người xem như quần vợt, bóng đá hay đua xe công thức 1. Một số hạng mục giải thưởng không thường niên na ná nhau, thiếu tính thuyết phục.

## Các hạng mục giải thưởng
Các hạng mục giải thưởng chính, được trao hàng năm bao gồm:
- Giải thưởng Thể thao Thế giới Laureus cho Vận động viên nam của năm
- Giải thưởng Thể thao Thế giới Laureus cho Vận động viên nữ của năm
- Giải thưởng Thể thao Thế giới Laureus cho Đội tuyển của năm
- Giải thưởng Thể thao Thế giới Laureus cho Sự trở lại của năm
- Giải thưởng Thể thao Thế giới Laureus cho Đột phá của năm
- Giải thưởng Thể thao Thế giới Laureus cho Hành động của năm
- Giải thưởng Thể thao Thế giới Laureus cho Vận động viên khuyết tật của năm (hạng mục này được bầu chọn bởi Ủy ban Paralympic Quốc tế).

Ngoài ra còn có những hạng mục đặc biệt như Giải thành tựu trọn đời, Giải tinh thần thể thao vv...

## Địa điểm tổ chức lễ trao giải
Dưới đây là các địa điểm đã tổ chức Lễ trao giải Laureas từ năm 2000 đến nay:

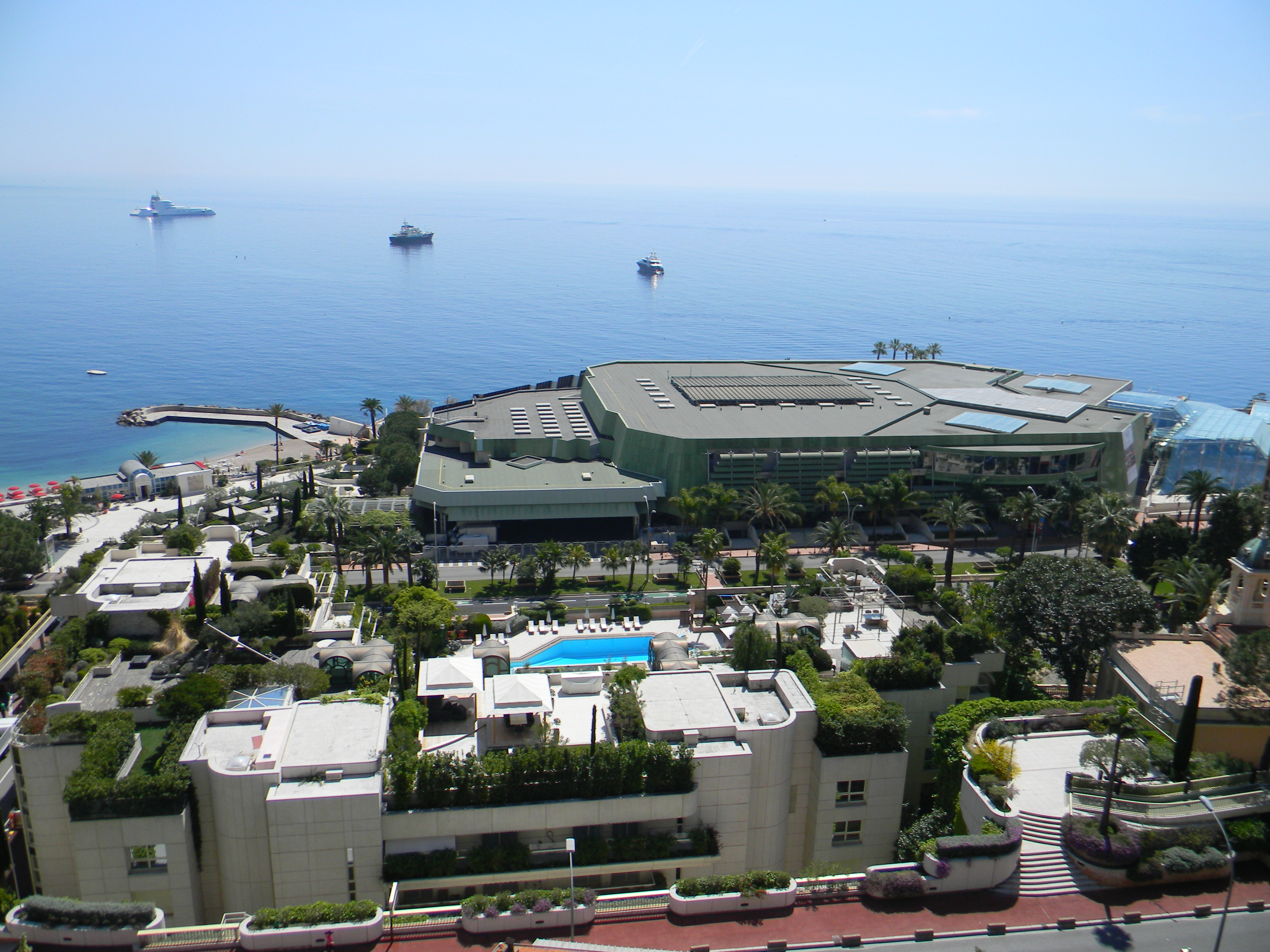
Tòa nhà Grimaldi Forum ở Monaco đã từng tổ chức 3 lễ trao giải thưởng Laureus

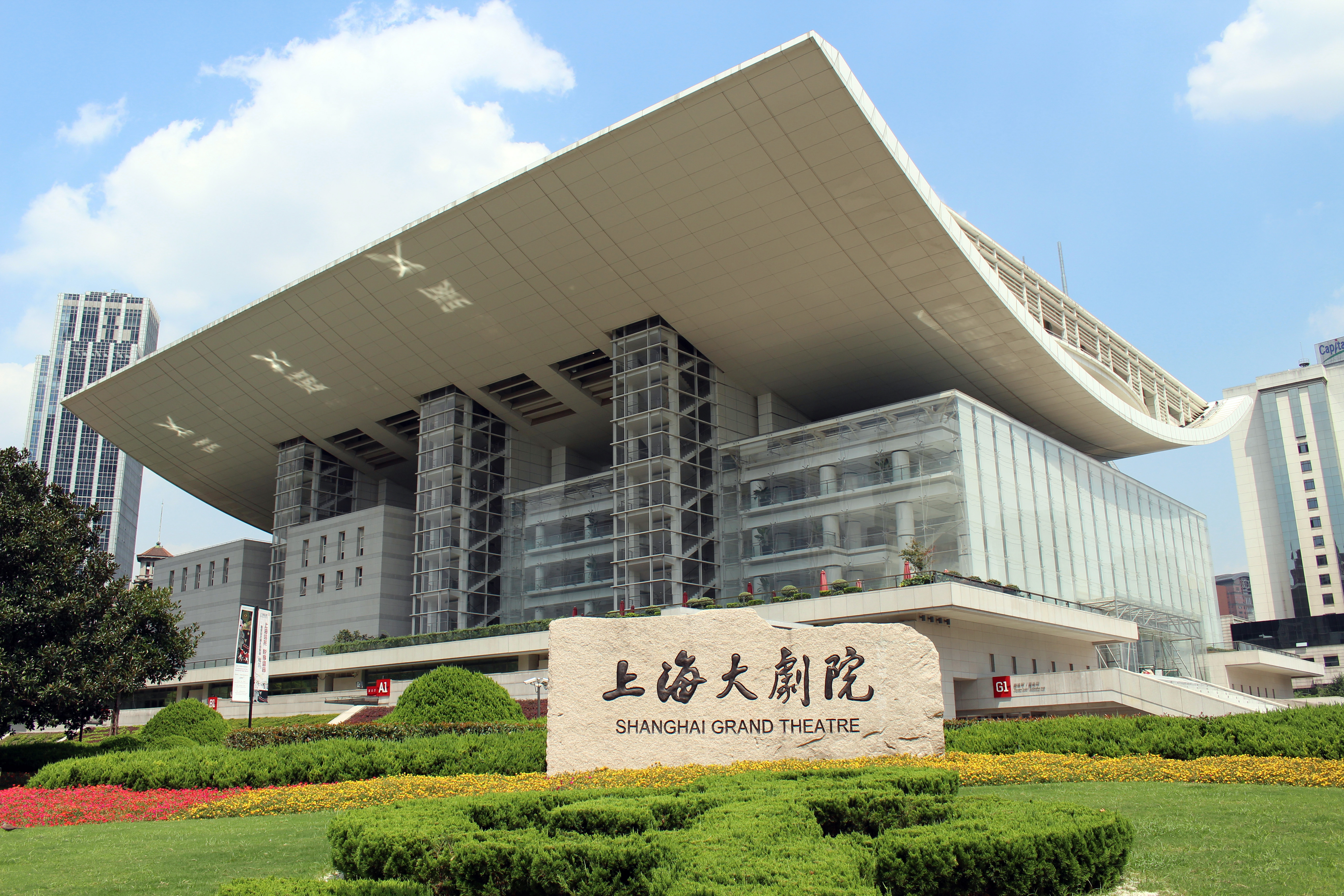
Lễ trao giải năm 2015 được tổ chức ở Nhà hát Shanghai Grand Theatre ở Trung Quốc.

| Năm  | Thành phố | Địa điểm | Ghi chú | Chú thích     |
| ---- | --- | --- | --- | ------------- |
| 2000 | Monaco | Sporting Club | Người bảo trợ là Nelson Mandela | [ 1 ]         |
| 2001 | Monaco | Grimaldi Forum | Người bảo trợ là thân vương Albert | [ 2 ] [ 3 ]   |
| 2002 | Monaco | Grimaldi Forum | | [ 4 ] [ 5 ]   |
| 2003 | Monaco | Grimaldi Forum | | [ 6 ]         |
| 2004 | Lisbon, Bồ Đào Nha | Cultural Centre of Belém | Người bảo trợ là José Manuel Barroso | [ 7 ] [ 8 ]   |
| 2005 | Estoril, Bồ Đào Nha | Casino Estoril | | [ 9 ]         |
| 2006 | Barcelona, Tây Ban Nha | Parc del Fòrum | | [ 10 ]        |
| 2007 | Barcelona, Tây Ban Nha | Palau Sant Jordi | Người bảo trợ là nhà vua Juan Carlos I | [ 11 ]        |
| 2008 | Saint Petersburg, Nga | Mariinsky Theatre | Có sự tham gia của Vladimir Putin | [ 12 ]        |
| 2009 | Không tổ chức lễ trao giải do khủng hoảng kinh tế toàn cầu; nhưng các giải thưởng vẫn được trao cho những người đoạt giải ở các sự kiện riêng. | Không tổ chức lễ trao giải do khủng hoảng kinh tế toàn cầu; nhưng các giải thưởng vẫn được trao cho những người đoạt giải ở các sự kiện riêng. | Không tổ chức lễ trao giải do khủng hoảng kinh tế toàn cầu; nhưng các giải thưởng vẫn được trao cho những người đoạt giải ở các sự kiện riêng. | [ 13 ]        |
| 2010 | Abu Dhabi, UAE | Emirates Palace | | [ 14 ]        |
| 2011 | Abu Dhabi, UAE | Emirates Palace | | [ 15 ]        |
| 2012 | London, Anh | Central Hall Westminster | | [ 16 ]        |
| 2013 | Rio de Janeiro, Brazil | Theatro Municipal | | [ 17 ]        |
| 2014 | Kuala Lumpur, Malaysia | Istana Budaya | | [ 18 ]        |
| 2015 | Thượng Hải, Trung Quốc | Shanghai Grand Theatre | | [ 19 ]        |
| 2016 | Berlin, Đức | Palais am Funkturm | | [ 20 ]        |
| 2017 | Monaco | Sporting Club | | [ 21 ]        |
| 2018 | Monaco | Sporting Club | | [ 22 ]        |
| 2019 | Monaco | Sporting Club | | [ 23 ]        |
| 2020 | Berlin, Đức | Verti Halle | Kỷ niệm 20 năm | [ 24 ] [ 25 ] |
| 2021 | Seville, Tây Ban Nha | Online | Lễ trao giải ảo | [ 26 ]        |
| 2022 | Seville, Tây Ban Nha | Online | Lễ trao giải ảo | [ 27 ]        |
| 2023 | Paris, Pháp | Pavillon Vendome | | [ 28 ]        |
| 2024 | Madrid, Pháp | Palacio de Cibeles | | [ 29 ]        |

## Kết quả hàng năm

### Các hạng mục giải thường thường niên
| Năm  | VĐV nam                       | VĐV nữ                  | Đội tuyển                                  | Đột phá            | Trở lại           | VĐV khuyết tật      | Hành động         | Khoảnh khắc            | Chú thích |
| ---- | ----------------------------- | ----------------------- | ------------------------------------------ | ------------------ | ----------------- | ------------------- | ----------------- | ---------------------- | --------- |
| 2000 | Tiger Woods                   | Marion Jones*           | Manchester United                          | Sergio García      | Lance Armstrong*  | Louise Sauvage      | Shaun Palmer      | —                      | [ 30 ]    |
| 2001 | Tiger Woods                   | Cathy Freeman           | Đội tuyển bóng đá quốc gia Pháp            | Marat Safin        | Jennifer Capriati | Vinny Lauwers       | Mike Horn         | —                      | [ 31 ]    |
| 2002 | Michael Schumacher            | Jennifer Capriati       | Đội tuyển cricket quốc gia Úc              | Juan Pablo Montoya | Goran Ivanišević  | Esther Vergeer      | Bob Burnquist     | —                      | [ 32 ]    |
| 2003 | Lance Armstrong*              | Serena Williams         | Đội tuyển bóng đá quốc gia Brazil          | Yao Ming           | Ronaldo           | Michael Milton      | Dean Potter       | —                      | [ 33 ]    |
| 2004 | Michael Schumacher            | Annika Sörenstam        | Đội tuyển Rugby Union quốc gia Anh         | Michelle Wie       | Hermann Maier     | Earle Connor*       | Layne Beachley    | —                      | [ 34 ]    |
| 2005 | Roger Federer                 | Kelly Holmes            | Đội tuyển bóng đá quốc gia Hi Lạp          | Liu Xiang          | Alex Zanardi      | Chantal Petitclerc  | Ellen MacArthur   | —                      | [ 35 ]    |
| 2006 | Roger Federer                 | Janica Kostelić         | Renault F1 team                            | Rafael Nadal       | Martina Hingis    | Ernst van Dyk       | Angelo d'Arrigo   | —                      | [ 36 ]    |
| 2007 | Roger Federer                 | Yelena Isinbayeva       | Đội tuyển bóng đá quốc gia Ý               | Amélie Mauresmo    | Serena Williams   | Martin Braxenthaler | Kelly Slater      | —                      | [ 37 ]    |
| 2008 | Roger Federer                 | Justine Henin           | Đội tuyển Rugby Union quốc gia Nam Phi     | Lewis Hamilton     | Paula Radcliffe   | Esther Vergeer      | Shaun White       | —                      | [ 38 ]    |
| 2009 | Usain Bolt                    | Yelena Isinbayeva       | Đội tuyển Olympic Trung Quốc               | Rebecca Adlington  | Vitali Klitschko  | Daniel Dias         | Kelly Slater      | —                      | [ 39 ]    |
| 2010 | Usain Bolt                    | Serena Williams         | Brawn F1 Team                              | Jenson Button      | Kim Clijsters     | Natalie du Toit     | Stephanie Gilmore | —                      | [ 40 ]    |
| 2011 | Rafael Nadal                  | Lindsey Vonn            | Đội tuyển bóng đá quốc gia Tây Ban Nha     | Martin Kaymer      | Valentino Rossi   | Verena Bentele      | Kelly Slater      | —                      | [ 41 ]    |
| 2012 | Novak Djokovic                | Vivian Cheruiyot        | FC Barcelona                               | Rory McIlroy       | Darren Clarke     | Oscar Pistorius     | Kelly Slater      | —                      | [ 42 ]    |
| 2013 | Usain Bolt                    | Jessica Ennis           | Đội tuyển Ryder Cup Châu Âu                | Andy Murray        | Félix Sánchez     | Daniel Dias         | Felix Baumgartner | —                      | [ 43 ]    |
| 2014 | Sebastian Vettel              | Missy Franklin          | Bayern Munich                              | Marc Márquez       | Rafael Nadal      | Marie Bochet        | Jamie Bestwick    | —                      | [ 44 ]    |
| 2015 | Novak Djokovic                | Genzebe Dibaba          | Đội tuyển bóng đá quốc gia Đức             | Daniel Ricciardo   | Schalk Burger     | Tatyana McFadden    | Alan Eustace      | —                      | [ 45 ]    |
| 2016 | Novak Djokovic                | Serena Williams         | Đội tuyển Rugby Union quốc gia New Zealand | Jordan Spieth      | Dan Carter        | Daniel Dias         | Jan Frodeno       | —                      | [ 46 ]    |
| 2017 | Usain Bolt                    | Simone Biles            | Chicago Cubs                               | Nico Rosberg       | Michael Phelps    | Beatrice Vio        | Rachel Atherton   | FC Barcelona under-12s | [ 47 ]    |
| 2018 | Roger Federer                 | Serena Williams         | Mercedes F1 Team                           | Sergio García      | Roger Federer     | Marcel Hug          | Armel Le Cléac'h  | Chapecoense            | [ 48 ]    |
| 2019 | Novak Djokovic                | Simone Biles            | Đội tuyển bóng đá quốc gia Pháp            | Naomi Osaka        | Tiger Woods       | Henrieta Farkašová  | Chloe Kim         | Xia Boyu               | [ 49 ]    |
| 2020 | Lewis Hamilton & Lionel Messi | Simone Biles            | Đội tuyển Rugby Union quốc gia Nam Phi     | Egan Bernal        | Sophia Flörsch    | Oksana Masters      | Chloe Kim         | Sachin Tendulkar       | [ 50 ]    |
| 2021 | Rafael Nadal                  | Naomi Osaka             | Bayern Munich                              | Patrick Mahomes    | Maxence Parrot    | —                   | —                 | Chris Nikic            | [ 51 ]    |
| 2022 | Max Verstappen                | Elaine Thompson-Herah   | Đội tuyển bóng đá quốc gia Ý               | Emma Raducanu      | Sky Brown         | Marcel Hug          | Bethany Shriever  | —                      | [ 52 ]    |
| 2023 | Lionel Messi (2)              | Shelly-Ann Fraser-Pryce | Đội tuyển bóng đá quốc gia Argentina       | Carlos Alcaraz     | Christian Eriksen | Catherine Debrunner | Eileen Gu         | —                      | [ 53 ]    |
| 2024 | Novak Djokovic (5)            | Aitana Bonmatí          | Đội tuyển bóng đá nữ quốc gia Tây Ban Nha  | Jude Bellingham    | Simone Biles      | Diede de Groot      | Arisa Trew        | —                      | [ 54 ]    |

| * | Giải thưởng bị hủy do phát hiện vận động viên có hành vi gian lận |
| — | Không trao                                                        |

### Hạng mục giải thường đặc biệt (không thường niên)
| Năm  | Trọn đời            | Thể thao vì điều tốt đẹp                                   | Tinh thần thể thao                | Thành tựu xuất chúng          | Cảm hứng thể thao    | Chú thích |
| ---- | ------------------- | ---------------------------------------------------------- | --------------------------------- | ----------------------------- | -------------------- | --------- |
| 2000 | Pelé                | Eunice Kennedy Shriver                                     | —                                 | —                             | —                    | [ 30 ]    |
| 2001 | Steve Redgrave      | Kip Keino                                                  | —                                 | —                             | —                    | [ 31 ]    |
| 2002 | Peter Blake         | Peter Blake                                                | —                                 | —                             | —                    | [ 32 ]    |
| 2003 | Gary Player         | Arnold Schwarzenegger                                      | —                                 | —                             | —                    | [ 33 ]    |
| 2004 | Arne Næss Jr.       | Mathare Youth Sports Association                           | —                                 | —                             | —                    | [ 34 ]    |
| 2004 | Arne Næss Jr.       | India national cricket team Pakistan national cricket team | —                                 | —                             | —                    | [ 34 ]    |
| 2005 | —                   | Gerry Storey                                               | Boston Red Sox                    | —                             | —                    | [ 35 ]    |
| 2006 | Johan Cruyff        | Jürgen Griesbeck                                           | Valentino Rossi                   | —                             | —                    | [ 36 ]    |
| 2007 | Franz Beckenbauer   | Luke Dowdney                                               | FC Barcelona                      | —                             | —                    | [ 37 ]    |
| 2008 | Sergey Bubka        | Brendan and Sean Tuohy                                     | Dick Pound                        | —                             | —                    | [ 38 ]    |
| 2009 | —                   | —                                                          | —                                 | —                             | —                    | [ 39 ]    |
| 2010 | Nawal El Moutawakel | Dikembe Mutombo                                            | —                                 | —                             | —                    | [ 40 ]    |
| 2011 | Zinedine Zidane     | May El-Khalil                                              | European Ryder Cup team           | —                             | —                    | [ 41 ]    |
| 2012 | Bobby Charlton      | Raí                                                        | —                                 | —                             | —                    | [ 42 ]    |
| 2013 | Sebastian Coe       | —                                                          | —                                 | Michael Phelps                | —                    | [ 43 ]    |
| 2014 | —                   | Magic Bus                                                  | Afghanistan national cricket team | —                             | —                    | [ 44 ]    |
| 2015 | —                   | Skateistan                                                 | Yao Ming                          | Li Na                         | —                    | [ 45 ]    |
| 2016 | Niki Lauda          | Moving the Goalposts                                       | Johan Cruyff                      | —                             | —                    | [ 46 ]    |
| 2017 | —                   | Waves for Change                                           | Leicester City                    | —                             | Refugee Olympic Team | [ 47 ]    |
| 2018 | Edwin Moses         | Active Communities Network                                 | —                                 | Francesco Totti               | J. J. Watt           | [ 48 ]    |
| 2019 | Arsène Wenger       | Yuwa                                                       | Lindsey Vonn                      | Eliud Kipchoge                | —                    | [ 49 ]    |
| 2020 | Dirk Nowitzki       | South Bronx United                                         | —                                 | Spanish Basketball Federation | —                    | [ 50 ]    |
| 2021 | Billie Jean King    | Kickformore by Kickfair                                    | —                                 | —                             | Mohamed Salah        | [ 51 ]    |
| 2022 | Tom Brady           | Lost Boyz Inc.                                             |                                   | Robert Lewandowski            |                      | [ 52 ]    |

| dagger | Người nhận giải đã qua đời |
| —      | Không trao                 |